# Форт Мид (Флорида)
Форт Мид (енгл. Fort Meade) град је у америчкој савезној држави Флорида. По попису становништва из 2010. у њему је живело 5.626 становника.

## Демографија
Према попису становништва из 2010. у граду је живело 5.626 становника, што је 65 (1,1%) становника мање него 2000. године.
| Група             | 2000.         | 2010.         |
| Белци             | 3.440 (60,4%) | 3.047 (54,2%) |
| Афроамериканци    | 1.243 (21,8%) | 1.026 (18,2%) |
| Азијати           | 5 (0,1%)      | 19 (0,3%)     |
| Хиспаноамериканци | 977 (17,2%)   | 1.468 (26,1%) |
| Укупно            | 5.691         | 5.626         |